# Salute to Veterans Bowl 2024
Match précédent
Le Salute to Veterans Bowl 2024 est un match de football américain de niveau universitaire joué après la saison régulière de 2024, le 14 décembre 2024 au Cramton Bowl situé à Montgomery dans l'État de l'Alabama aux États-Unis. 
Il s'agit de la 11e édition du Salute to Veterans Bowl anciennement dénommé Camellia Bowl,.
Le match met en présence l'équipe des Jaguars de South Alabama (USA) issue de la Sun Belt Conference et l'équipe des Broncos de Western Michigan issue de la Mid-American Conference.
Il débute vers 17 h 15 locales et est retransmis à la télévision par ESPN.
Sponsorisé par la société Integrated Solutions for Systems (IS4S), le match est officiellement dénommé le 2024 IS4S Salute to Veterans Bowl. 
South Alabama remporte le match sur le score de 30 à 23.

## Présentation du match
Il s'agit de la 1re rencontre entre les deux équipes.
| Équipes | Couleurs | Conférences | Entraîneurs                        | Stats. saison rég. | Classements avant le bowl | Classements avant le bowl | Classements avant le bowl |
| --- | -------- | ----------- | ---------------------------------- | ------------------ | ------------------------- | ------------------------- | ------------------------- |
| Équipes | Couleurs | Conférences | Entraîneurs                        | Stats. saison rég. | CFP                       | AP                        | Coaches                   |
| Jaguars de South Alabama |          | Sun Belt    | Major Applewhite (en) (1re saison) | 6-6                | NC                        | NC                        | NC                        |
| Broncos de Western Michigan                                                                                                  |          | MAC         | Lance Taylor (en) (2e saison)      | 6-6                | NC                        | NC                        | NC                        |
| - Arbitre : Cal McNeill (Mountain West Conference) - Équipe donnée favorite par les bookmakers : South Alabama par 5½ points |          |             |                                    |                    |                           |                           |                           |

### Jaguars de South Alabama
Avec un bilan global en saison régulière de 6 victoires et 6 défaites (5-3 en matchs de conférence), South Alabama est éligible et accepte l'invitation pour participer au Salute to Veterans Bowl 2024.
Ils terminent 4e de la West Division de la Sun Belt Conference. Ils n'ont rencontré qu'une seule équipe classe dans le Top 25, les Buckeyes d'Ohio State (défaite56 à 0).
À l'issue de la saison 2024 (bowl non compris), ils n'apparaissent pas dans les classements CFP, AP et Coaches.
Il s'agit de leur 2e participation au Salute to Veterans Bowl (défaite 28-33 contre les Falcons de Bowling Green.

### Broncos de Western Michigan
Avec un bilan global en saison régulière de  victoires et  défaites ( en matchs de conférence), Western Michigan est éligible et accepte l'invitation pour participer au Salute to Veterans Bowl 2024.
Ils terminent 5e de la Mid-American Conference. Ils n'ont rencontré qu'une seule équipe classe dans le Top 25, les Tigers de LSU (défaite 42 à 10).
À l'issue de la saison 2023 (bowl non compris), ils n'apparaissent pas dans les classements CFP, AP et Coaches.
Il s'agit de leur première participation au Salute to Veterans Bowl.